# Сахаранпур (округ)
Сахаранпур (англ. Saharanpur) — округ в индийском штате Уттар-Прадеш. Административный центр — город Сахаранпур. Площадь округа — 3689 км². По данным всеиндийской переписи 2001 года население округа составляло 2 896 863 человека. Уровень грамотности взрослого населения составлял 61,22 %, что немного выше среднеиндийского уровня (59,5 %).